# 剛果解放運動
剛果解放運動（法語：Mouvement de Libération du Congo，簡稱MLC）是刚果民主共和国的一個政黨。政黨化之前是第二次刚果战争其中一支反政府武裝力量。

## 第二次剛果戰爭
「剛果解放運動」於1998年11月10日成立，在第二次剛果戰爭中獲得乌干达政府支援，控制剛果北部特別是赤道省（該省於2015年一分為五）的廣大地區。「剛果解放運動」由富商让-皮埃尔·本巴領導。

## 戰後
第二次剛果戰爭結束後，讓-皮埃爾·本巴加入剛果過渡政府擔任副總統。本巴在2006年總統選舉中敗於約瑟夫·卡比拉。
2007年3月，剛果政府軍在首都金沙薩對人數超出規定上限的本巴衛隊採取行動，強行解除武裝，本巴衛隊不敵政府軍後，本巴外逃到歐洲。2008年，本巴因在中非共和国犯有戰爭罪指控，在比利時被捕。